# 牙膏

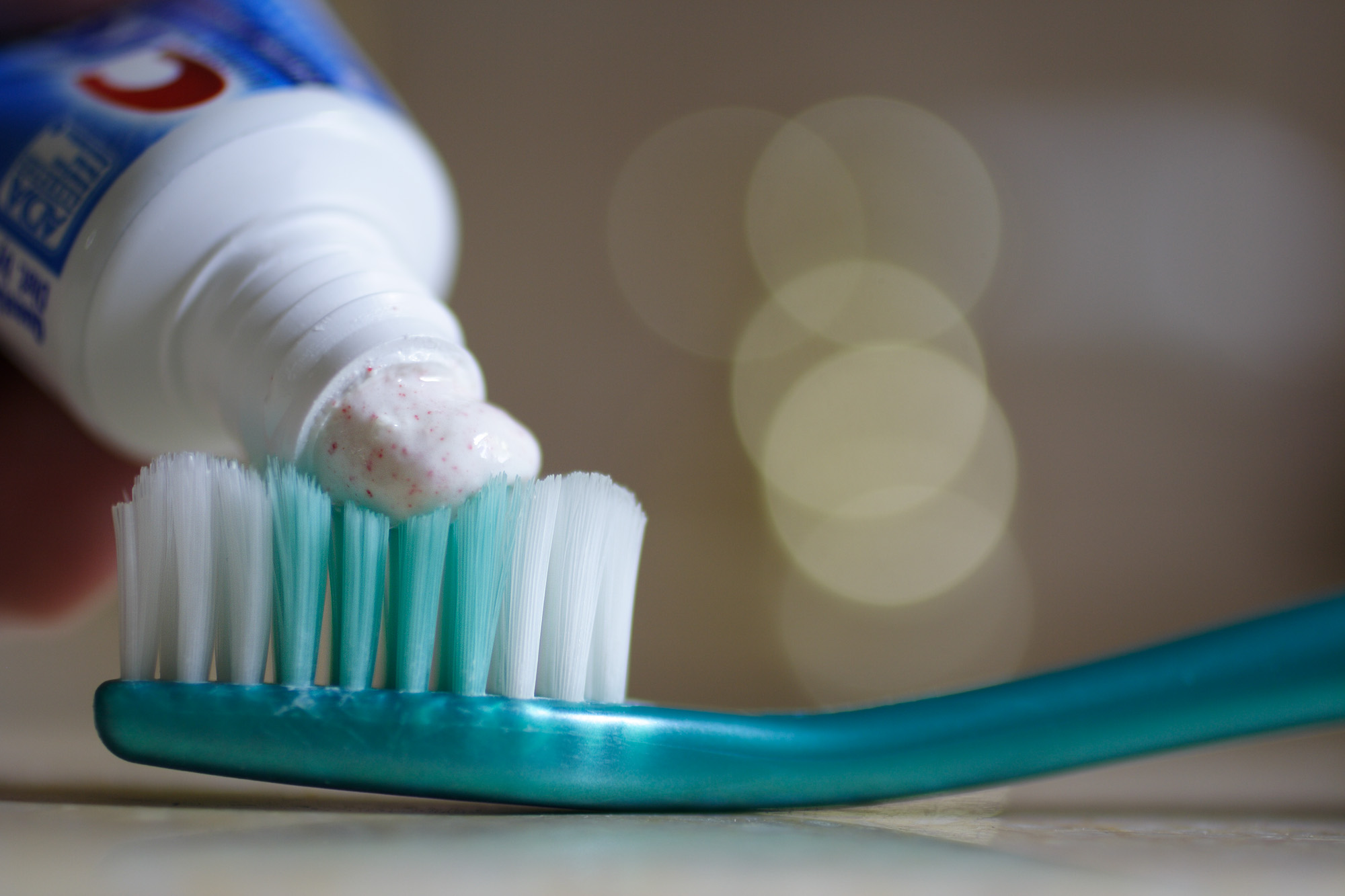
将牙膏挤在牙刷上

牙膏，或稱齒膏，牙膏是为以摩擦的方式，施用于人体牙齿表面，以清洁为主要目的的膏状产品。是一种潔齒劑，一般呈凝胶状，通常会抹在牙刷上用于清洁牙齿，保持牙齿美观和亮白。牙膏是用来协助解决口腔健康问题的：它提供了充足的摩擦力，协助清洁牙齿、牙龈间的牙菌斑、食物等，协助降低口臭问题，其活性成分（一般是氟化物）可防龋以及牙龈相关疾病（牙龈病）。

## 現代牙膏成分

### 基础成分
- 保湿剂：山梨糖醇
- 摩擦剂：水合硅石、碳酸钙。通过物理摩擦清洁牙齿污渍，从而达到洁白效果，但也可能磨损牙齿表面。
- 表面活性剂：月桂醇硫酸酯钠、 椰油酰胺丙基甜菜碱
- 胶合剂：纤维素胶、黄原胶
- 防腐剂：苯甲酸钠
- 芳香剂：食用香精
- 甜味剂：糖精钠。市面上有特別口味的牙膏，例如：巧克力、糖果等，目的是讓孩童喜愛刷牙，但這可能會導致孩童「吃牙膏」而非「刷牙」。牙膏并非为了食用目的而生产，吞入少量並無大礙，若大量吞咽牙膏应寻求就诊。[2]

### 功能成分
- 防龈成分：氟化钠。氟化钠可抑制口腔细菌代谢，并与牙齿成分反应使牙釉质再矿化。防止蛀牙。
- 抑菌消炎成分：柠檬酸锌、PVM/MA共聚物
- 抗敏感成分：硝酸钾、 氯化锶六水合物。止痛并与牙齿部分成分反应生成矿物质堵塞暴露的牙小管防止外界刺激物质进入牙髓，刺痛神经。
- 增白成分：焦磷酸钠、植酸钠。清除抑制色斑，或直接漂白色斑。只适用于外源性着色。
- 着色剂：着色剂。使物质附着在牙齿表面，起临时美白作用。